# Rivière-Pilote
Rivière-Pilote is een gemeente in Martinique, en telde 11.877 inwoners in 2019. De oppervlakte bedraagt 35,78 km². Het ligt ongeveer 22 km ten zuidoosten van de hoofdstad Fort-de-France.

## Geschiedenis
Rivière-Pilote is vernoemd naar Pilote, een leider van de Cariben die de eerste kolonisten welgezind was. In 1660 werd het gebied aan de Cariben toegewezen, maar in 1665 begon de verdrijving uit het gebied door de jezuïeten. In 1671 werd een kerk en plantage gesticht. In 1837 werd de gemeente gesticht.
In 1870 vond de Insurrection du sud plaats. In februari kreeg de wegwerker Léopold Lubin zweepslagen, omdat hij Augier de Maintenon niet liet passeren en niet saluteerde. Een klacht werd genegeerd, en Lubin nam het recht in eigen hand, en ging met een zweep naar de Maintenon. Lubin werd veroordeeld tot 5 jaar in de strafkolonie Frans-Guyana. Op 22 september begon de opstand in Rivière-Pilote en verspreidde zich over Martinique. De opstand werd onderdrukt door het leger en er vielen een dozijn doden.

## Anse Figuier
Anse Figuier is een witzandstrand bij het dorpje Poirier ten zuiden van Rivière-Pilote. De baai heeft rustig water en is geschikt om in te zwemmen. Er zijn veel voorzieningen op het strand, en er is een speeltuin voor kinderen, maar het strand kan druk zijn. Het ecomuseum ligt in de buurt van het strand.

## Écomusée de la Martinique
Écomusée de la Martinique is een museum in een voormalige destilleerderij bij het strand Anse Figuier. Op de locatie is een archeologische site van de inheemse bevolking. Het museum is in 1993 opgericht en biedt een overzicht van de geschiendenis van het gebied van de precolumbiaanse tijd tot het heden. Het bevindt zich in de rumdestilleerderij Ducanet die tot 1924 heeft gefunctioneerd, en heeft een interieur in Creoolse stijl uit de jaren 1950.

## Galerij

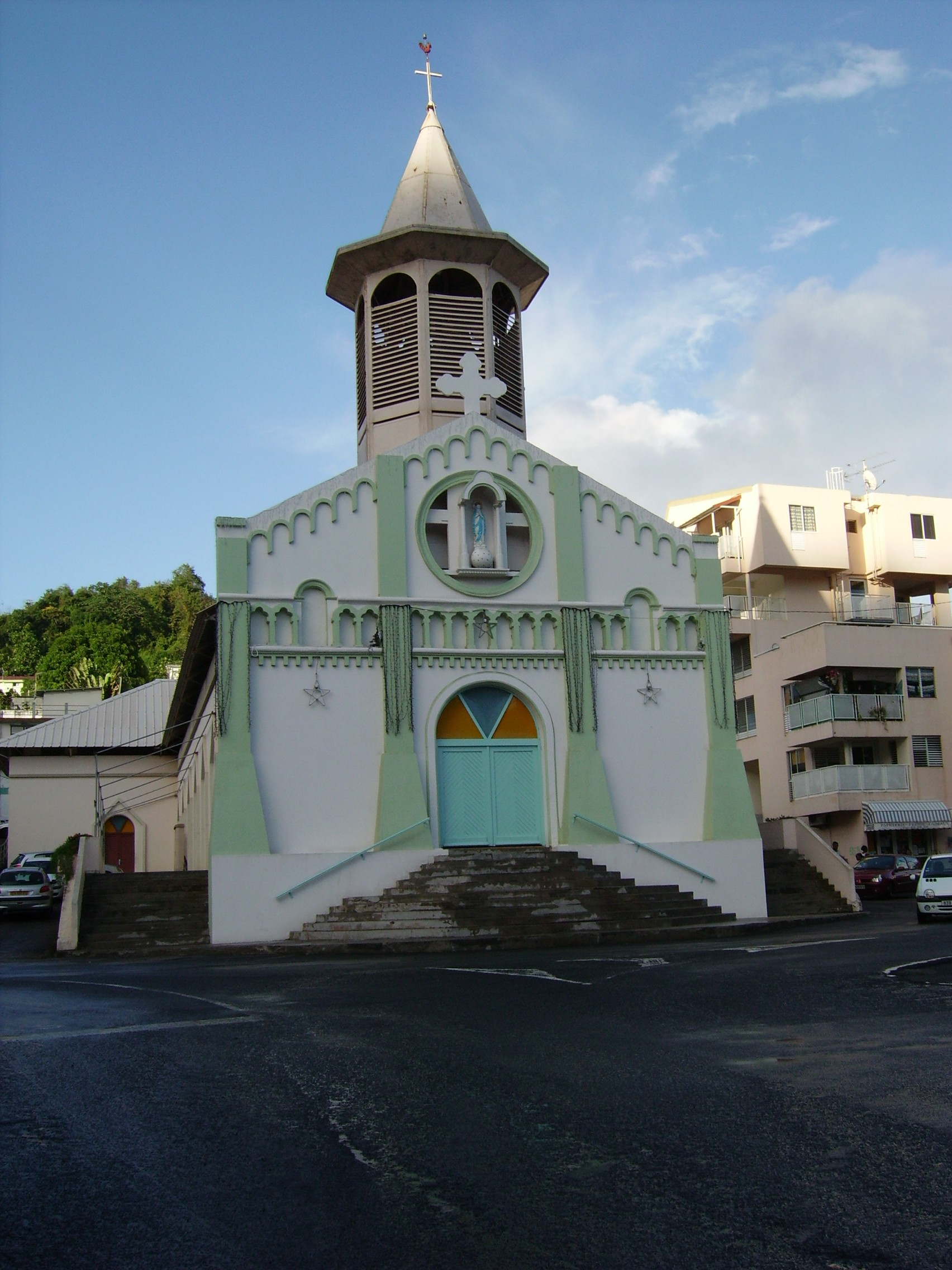
Kerk in Rivière-Pilote
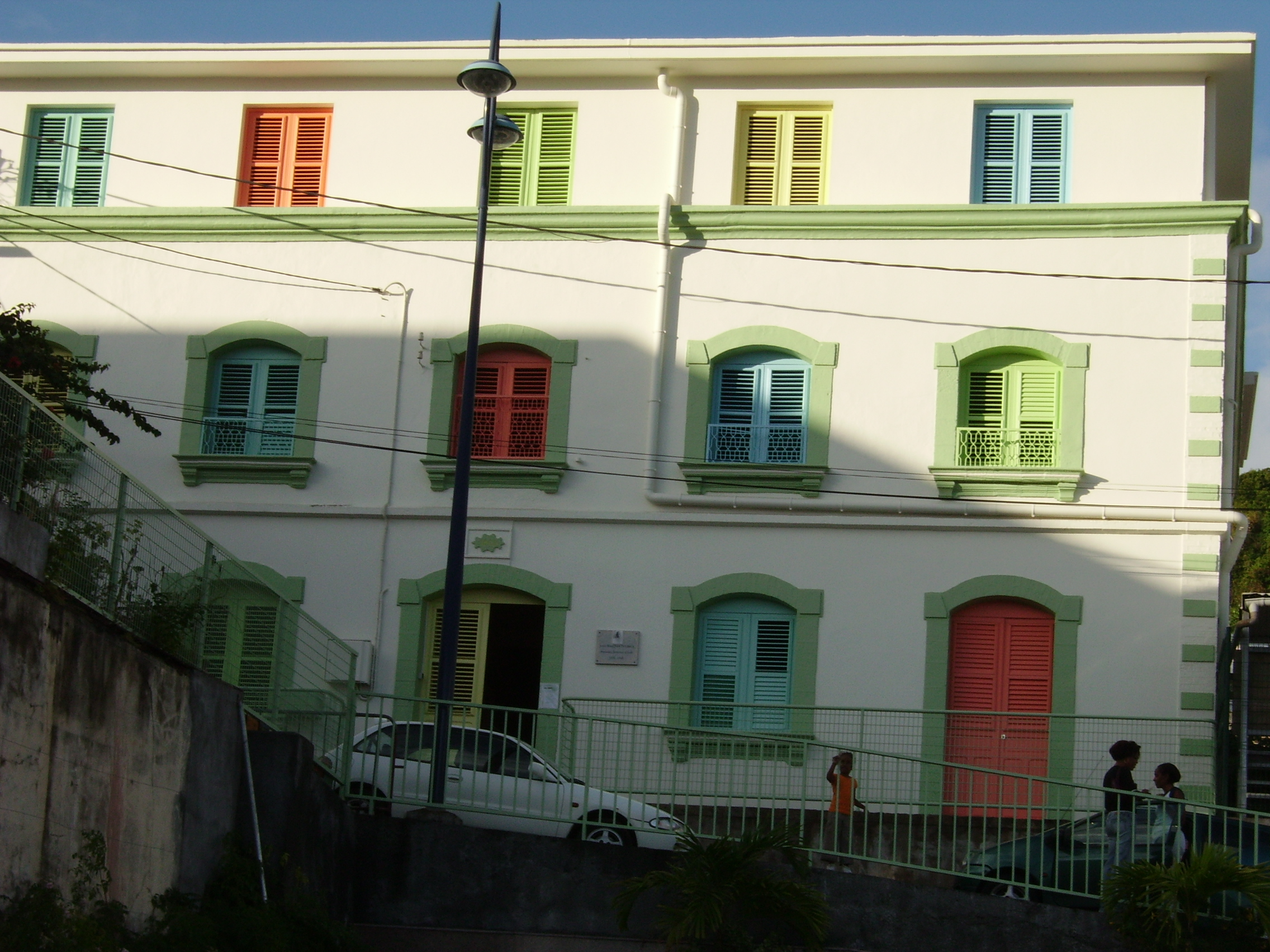
School in Rivière-Pilote
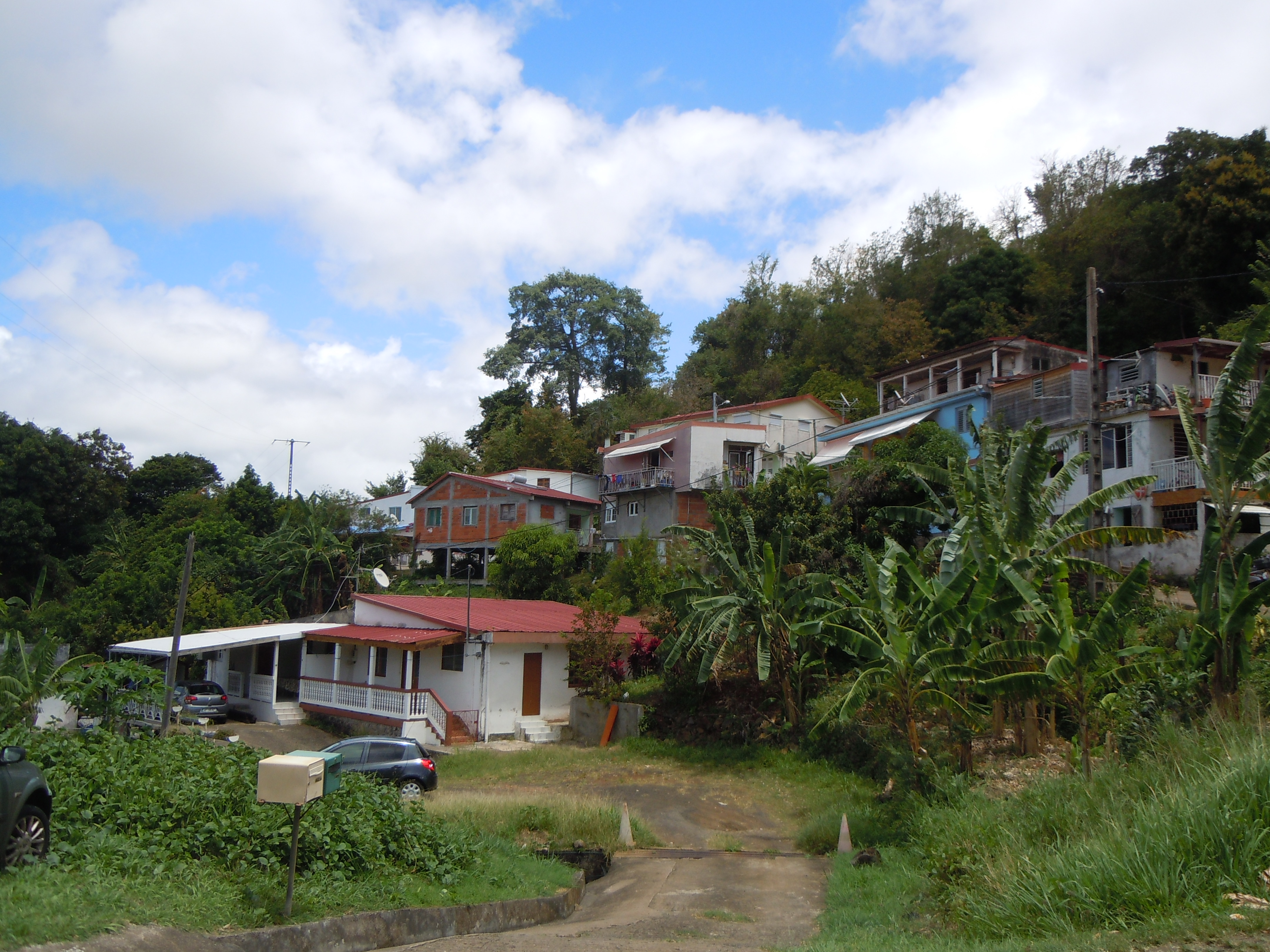
Dorp Poirier
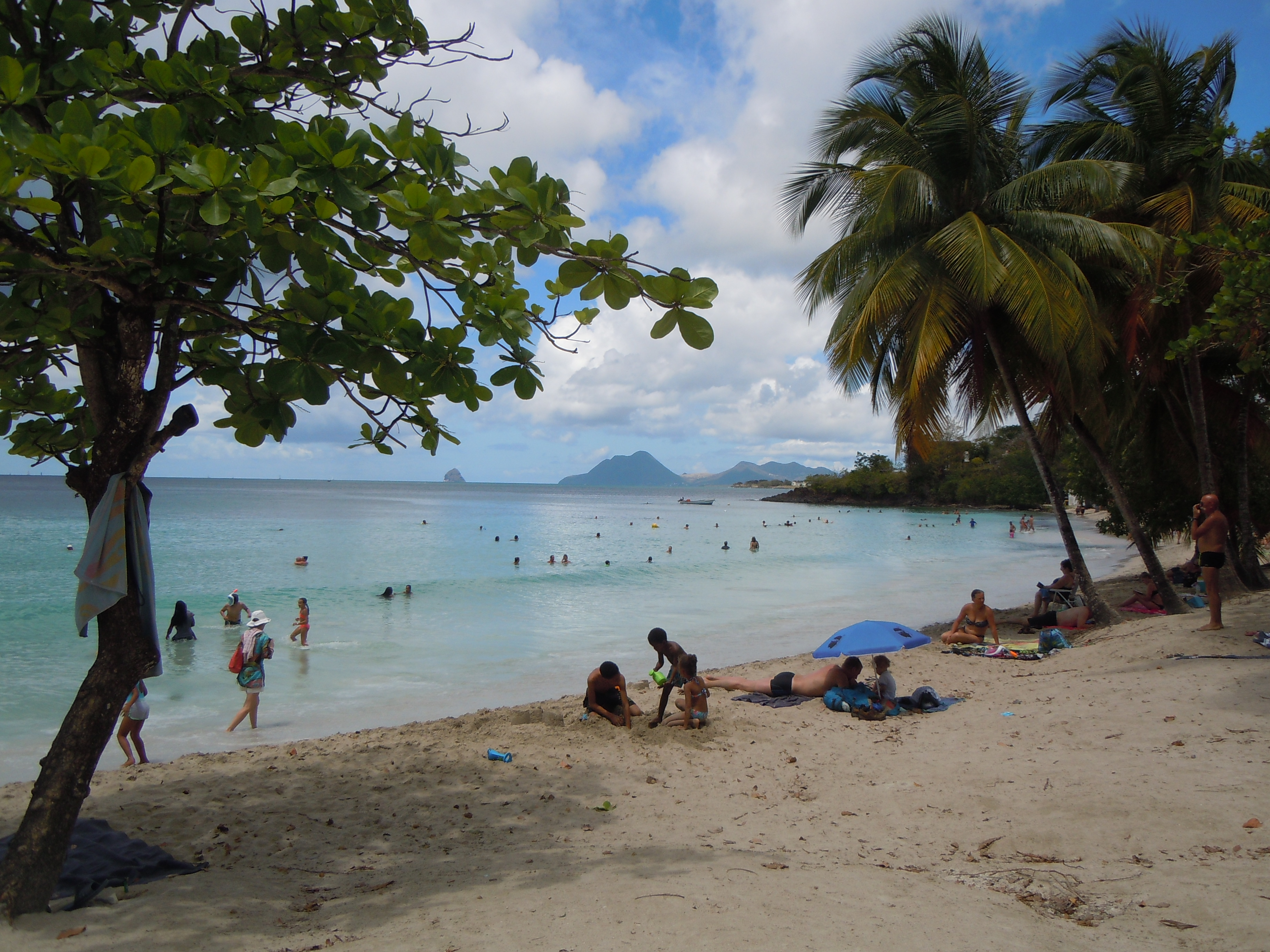
Anse Figuier

- Bibliothèque nationale de France: cb13538781r (data)
- Gemeinsame Normdatei: 112442265X
- Library of Congress Control Number: n2018001753
- MusicBrainz: 11dbaa3d-fc97-4e65-985c-68709b714fbd
- Système universitaire de documentation: 05069233X
- Virtual International Authority File: 13144648169107423609

L'Ajoupa-Bouillon · Les Anses-d'Arlet · 
Basse-Pointe · Bellefontaine · 
Le Carbet · Case-Pilote · 
Le Diamant · Ducos · 
Fonds-Saint-Denis · Fort-de-France · Le François · 
Grand'Rivière · Le Gros-Morne · 
Le Lamentin · Le Lorrain · 
Macouba · Le Marigot · Le Marin · Le Morne-Rouge · Le Morne-Vert · 
Le Prêcheur · 
Rivière-Pilote · Rivière-Salée · Le Robert · 
Saint-Esprit · Saint-Joseph · Saint-Pierre · Sainte-Anne · Sainte-Luce · Sainte-Marie · Schœlcher · 
La Trinité · Les Trois-Îlets · 
Le Vauclin